# Caorle
Caorle je italské město v provincii Benátky v oblasti Benátsko s 11 803 obyvateli (2013). Nachází se mezi ústími řek Livenza a Lemene u Jaderského moře. Jde o oblíbené přímořské letovisko.

## Městské čtvrti
Obec je rozdělena do několika městských čtvrtí:
- historické centrum (il centro storico), "srdce města", ve kterém se nachází dóm, a z nějž vede množství malých uliček, které směřují k náměstíčkům a k Rio terà. Pokud se vydáte ulicí Sant'Andrea, narazíte na stejnojmennou čtvrť tvořenou uličkami, které mají názvy ryb (koneckonců to jsou hlavní místní produkty)
- Sansonessa - industriální čtvrť města
- Santa Margherita - se stejnojmennou hlavní třídou. Nachází se zde hodně vegetace.
- dell'Orologio - nachází se zde přístav, jména ulic jsou zde podle znamení zvěrokruhu.
- San Giuseppe
- Falconera

### Rekreace
Rekreační objekty a zábavní zařízení (diskotéky, aquapark) jsou nejen ve městě samém, ale pokračují i v Porto Santa Margherita, odděleném od Caorle říčkou Livenzou. Tam je i velká marina pro jachty.

## Historie
O Caorle se říká, že je nejhistoričtější z letovisek mezi Benátkami a Terstem. Založeno bylo při laguně již kolem roku 40 př. n. l. jako Capruale, na sklonku starověku mělo asi 15 000 obyvatel. Středověké bohatství připomíná bazilika San Stefano z roku 1038 s 48 m vysokou zvonicí. Jako město pod vlivem Benátek jej ale roku 1380 vyplenili Janované. Caorle se stalo rybářským přístavem. S rozvojem turistiky se pak stalo i Caorle, stejně jako řada dalších měst v okolí (Bibione, Lignano, Eraclea, Jesolo) turistickým centrem s dlouhou písečnou pláží.

## Pamětihodnosti

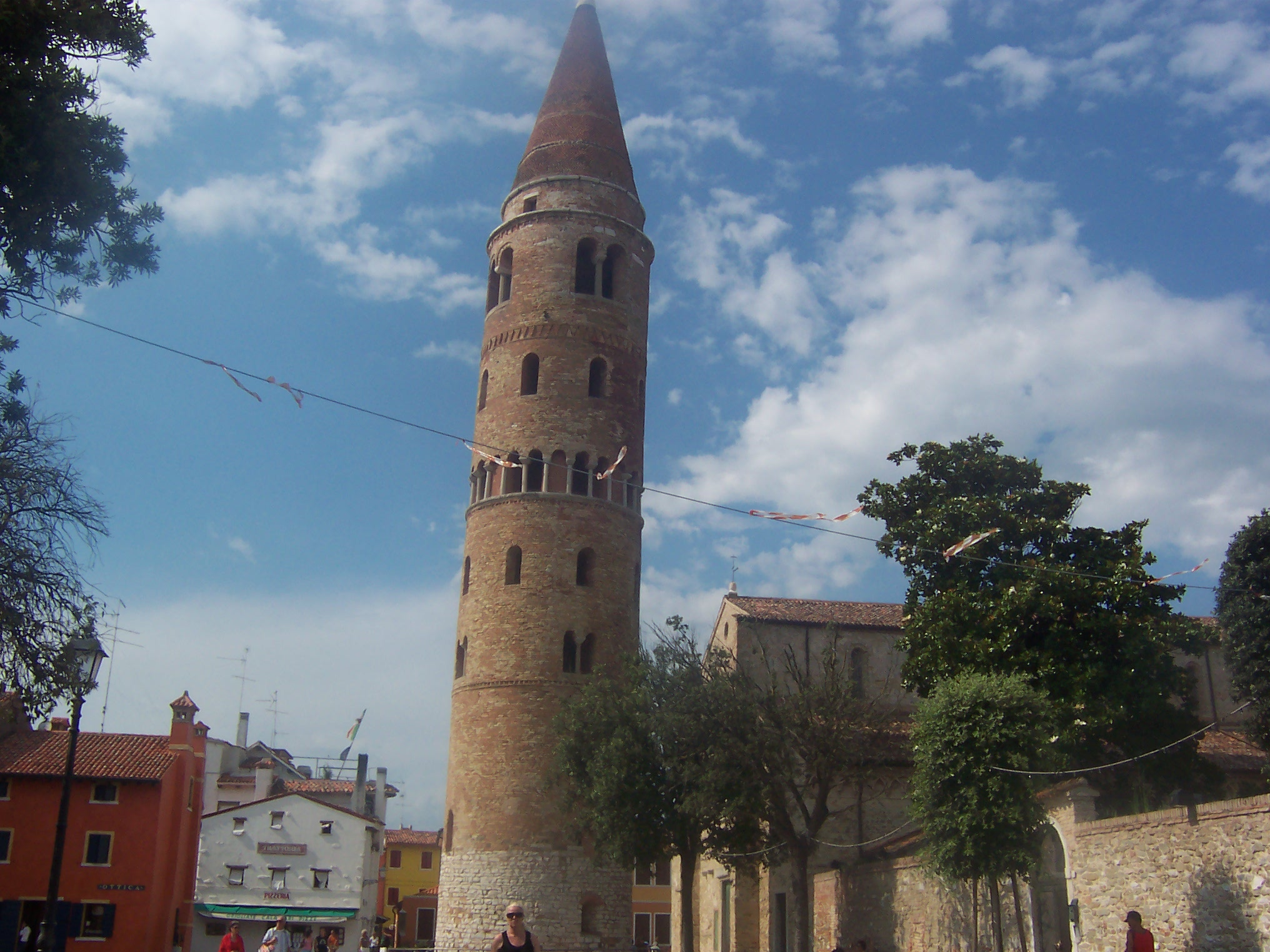
Zvonice

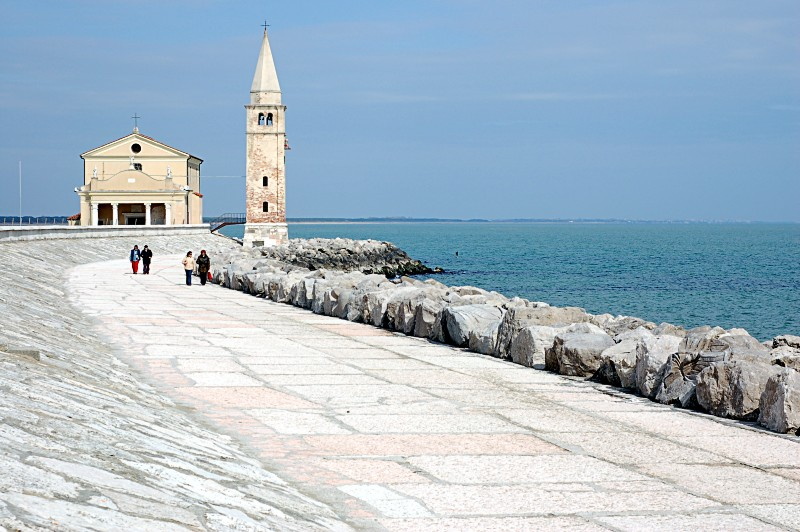
Kostel Santuario della Madonna dell'Angelo

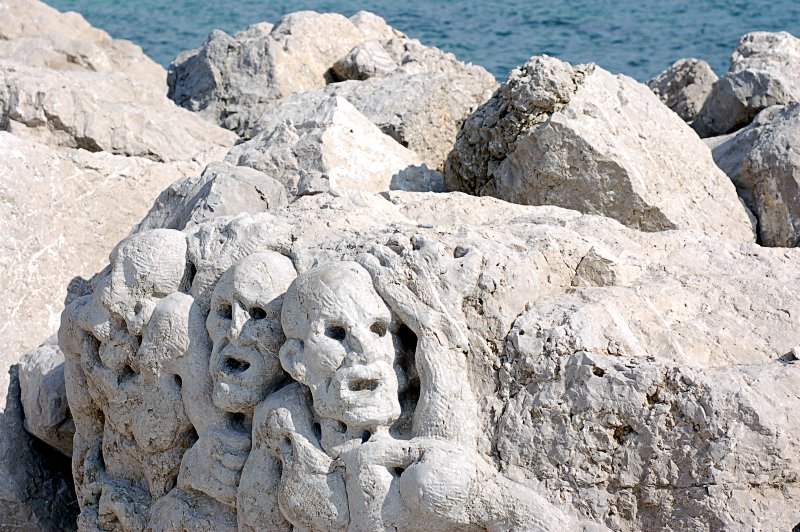
"Živá skála"

### Dóm
Hlavním uměleckým skvostem Caorle je Dóm z roku 1038 (už v té době to byla katedrála a sídlo biskupa a to až do roku 1807) se svou válcovitou zvonicí ukončenou kuželovitou špičkou. Zvonice v románském stylu byla postavena téměř současně s Dómem. Uvnitř katedrály se nachází "Pala d'oro" (zlatý oltářní obraz), který byl údajně věnován královně Kypru, Kateřině Cornaro. Dále jsou to "Poslední večeře" připisovaná Gregoriovi Lazzarinimu a také dřevěná pozlacená "Pietà". Ke chrámu je přidruženo farní muzeum, které kromě šesti deskových obrazů ze 14. století vytvořených benátskou školou a představujících apoštoly, relikviář s lebkou Svatého Štefana, patrona města, a také Relikviář nejdražší krve, obsahující údajně hlínu, po které kráčel krvácející Kristus.

### Santuario della Madonna dell'Angelo
Na pobřeží se nachází kostel Santuario della Madonna dell'Angelo, přestavěný v 17. století na základech původního kostela, která je odjakživa cílem poutníků. Klenba kostela je ozdobená freskami. Uvnitř se nachází také dřevěná socha Panny Marie s dítětem, barokní oltář, a reliéf Archanděla Michaela, dílo sochaře Andrey dell'Aquila.

### Živá skála
Každý rok se v Caorle koná soutěž "Živá skála" (scogliera viva), ve kterém sochaři z různých zemí tvoří sochy z balvanů na pobřežní promenádě.